# Eucalyptus argillacea
Eucalyptus argillacea (сірий евкаліпт Кімберлі) — вид квіткових рослин родини миртові (Myrtaceae). Вид є ендемічним для австралійського материка. Eucalyptus argillacea поширений в регіоні Кімберлі у Західної Австралії, Північній території, Квінсленді і Новому Південному Уельсі.